# Rearguard Mountain
Rearguard Mountain är ett berg i Kanada.   Det ligger i provinsen British Columbia, i den centrala delen av landet, 3 200 km väster om huvudstaden Ottawa. Toppen på Rearguard Mountain är 2 396 meter över havet.
Terrängen runt Rearguard Mountain är huvudsakligen bergig, men åt nordost är den kuperad.Trakten runt Rearguard Mountain är nära nog obefolkad, med mindre än två invånare per kvadratkilometer.. Det finns inga samhällen i närheten. 
Trakten runt Rearguard Mountain är permanent täckt av is och snö.